# Hydrographie du Rio Grande do Sul
L'hydrographie du Rio Grande do Sul se résume à une division en trois régions hydrographiques, elles-mêmes découpées en vingt-cinq bassins hydrographiques. Dans les classifications ci-dessous, la lettre correspond à l'initiale du nom de la région hydrographique suivie du numéro de la classification administrative. Ces divisions ont été établies pour l'organisation et la gestion des ressources hydriques de l'État.
- Région hydrographique du Guaíba, composée de neuf bassins 
  - G010 - Bassin du rio Gravataí ;
  - G020 - Bassin du rio dos Sinos ;
  - G030 - Bassin du rio Caí ;
  - G040 - Bassin Taquari-Antas ;
  - G050 - Bassin de l'Alto Jacuí ;
  - G060 - Bassin Vacacaí-Vacacaí Mirim ;
  - G070 - Bassin du Bas Jacuí ;
  - G080 - Bassin du lac Guaíba ;
  - G090 - Bassin du rio Pardo.
- Région hydrographique du Littoral, composée de cinq bassins  
  - L010 - Bassin du rio Tramandaí ;
  - L020 - Bassin littoral moyen ;
  - L030 - Bassin du rio Camaquã ;
  - L040 - Bassin Mirim-São Gonçalo ;
  - L050 - Bassin du rio Mampituba.

- Région hydrographique du rio Uruguaí, composée de onze bassins :   
  - U010 - Bassin Apuaê-Inhandava ;
  - U020 - Bassin du rio Passo Fundo ;
  - U030 - Bassin Turvo-Santa Rosa-Santo Cristo ;
  - U040 - Bassin du rio Piratinim ;
  - U050 - Bassin du rio Ibicuí ;
  - U060 - Bassin rio Quaraí ;
  - U070 - Bassin du rio Santa Maria ;
  - U080 - Bassin du rio Negro ;
  - U090 - Bassin du rio Ijuí
  - U100 - Bassin du rio da Várzea ;
  - U110 - Bassin Butui-Icamaquã.

## Carte
- Carte.

## Source
- (pt) Sistema Estadual de Recursos Hídricos.